# Zure mat
Een zure mat is snoepgoed in de vorm van een rechthoekige lange mat met zure suiker. Een veelgebruikt ingrediënt om de matten een zure smaak te geven is appel- of citroenzuur. 

## Kenmerken
Meestal zijn zure matten rood, maar hij wordt ook in andere kleuren gemaakt. De zure smaak wordt vaak gecombineerd met een andere smaak (bijvoorbeeld: aardbei, appel, perzik, cassis, cola of grapefruit) en heeft vaak de vorm van een rechthoekige lange mat. Sommige zure matten zijn zoet van smaak.

## Geschiedenis
De vorm van de zure mat is ontstaan door meerdere snoepveters naast elkaar te leggen.